# Tati Quebra Barraco
Tatiana dos Santos Lourenço (Rio de Janeiro, 21 de setembro de 1979), mais conhecida como Tati Quebra Barraco, é uma cantora brasileira. É reconhecida como uma das principais exponentes na popularização do gênero funk carioca.

## Início da vida

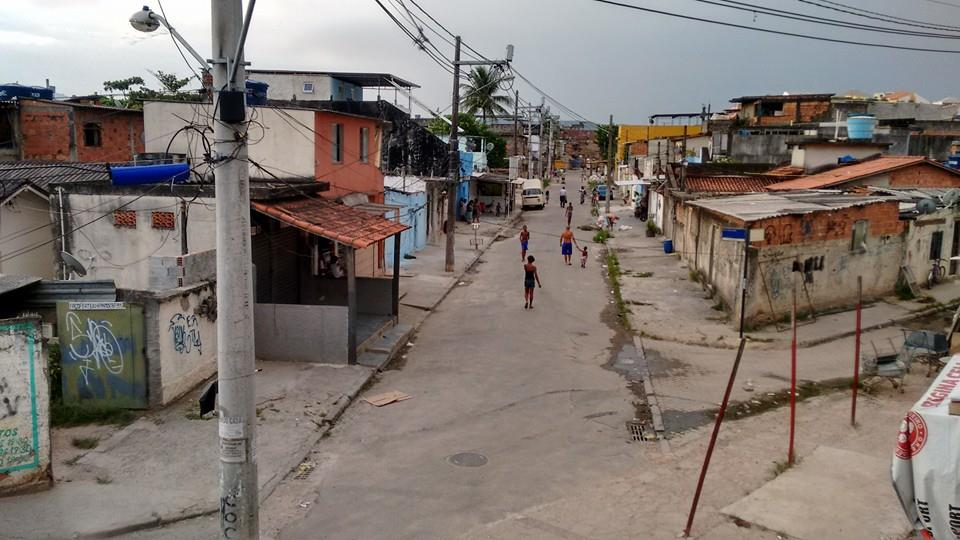
Cidade de Deus, bairro de origem da funkeira.

Tatiana dos Santos Lourenço, conhecida como Tati Quebra Barraco, e anteriormente MC Tati Quebra Barraco, nasceu no dia 21 de setembro de 1979 na cidade do Rio de Janeiro. Ela nasceu e foi criada na periferia, mais especificamente na favela da Cidade de Deus, na Zona Oeste do Rio de Janeiro.
Então, a carioca não teve uma vida fácil enquanto crescia. Antes de se tornar famosa, Tatiana trabalhou como cozinheira de uma creche na sua comunidade. O contato com o funk veio desde muito cedo, aos 12 anos de idade já frequentava os bailes da comunidade, nos quais aprendeu a dançar funk e tempo depois passou a cantar.
Foi mãe cedo, aos 13 anos, deu a luz a sua primeira filha, Ana Carolina, que nasceu em 1995. Então, três anos depois ela teve o segundo filho, Yuri. A filha caçula de Tati Quebra Barraco, Milla Cristina, nasceu em 2004, quando a mãe já era conhecida. Aliás, a criança chegou a ganhar um apelido carinhoso em referência ao apelido da mãe, Milla Quebra-Berçário. Sendo assim, Tati é mãe de três filhos é já tem dois netos. Tatiana também se tornou avó bem jovem; o seu primeiro neto nasceu quando ela tinha 29 anos, filho da sua filha primogênita que teve o bebê aos 15 anos.

## Carreira

### 1997—2003: Início e pioneirismo
Ingressou no funk através de uma brincadeira, sua primeira composição após ficar 3 meses sem namorar, e então em forma de rima, começou a  divulgar. Em 1997, em decorrência dessa brincadeira Tati ingressou no funk, sendo a primeira mulher a cantar sobre desejos sexuais e poder feminino, tornando-se uma das precursoras do funk brasileiro.
Alcançou o sucesso em meados 1999 e 2000. No ano 2000 lançou seu primeiro álbum "Tati Quebra-Barraco", pela gravadora Pipos Records, no qual interpretou 21 composições, entre elas "Montagem Barraco" e "Montagem bota na tcheca". Neste mesmo ano, ao lado de MC Cacau do Dendê, Bonde do Tigrão e MC Sapão, participou da coletânea "Bom até debaixo D'Água - Volume 2", da mesma gravadora, disco no qual interpretou as faixas "Montagem pidona", "Montagem Carcereiro", "Montagem não sou Cocota" e "Montagem soca tcheca".
Em 2001 sua composição "Mega mix Tati" foi incluída na coletânea "Bonde do tesão", da gravadora Pipos Records. Pela mesma gravadora, participou do disco "Techno Pipo's 2", no qual interpretou de sua autoria as faixas "Techno pidona", "Techno tchutchuco" e "Mega mix Tati". Por essa época, também foi incluída na coletânea "O Melhor dos bailes".

### 2004—2009: Auge da carreira e turnês internacionais
Em 2004, a convite da coligação Cooperativa de Kombi e a Grife Cavalera, participou, ao lado de DJ Edu Corelli e Luis Depeche, do evento underground "D'A Lôka". Foi também uma das principais figuras do documentário sobre o funk carioca, "Sou feia, mas tô na moda", de autoria de Denise Garcia. Neste mesmo ano fez turnê por vários Estados do país, entre eles, Mato Grosso, Bahia, Espírito Santo e Rio Grande do Sul.
Em 2004 lançou seu segundo álbum, intitulado Boladona; com produção de DJ Marlboro e carregado de hits, o álbum alavancou sua carreira fazendo-a se tornar ainda mais conhecida em âmbito nacional. O hit "Boladona" foi tema da personagem Raíssa (Mariana Ximenes) na novela América (2005), na Globo, e explodiu nas rádios do país. O álbum ainda contou com a participação do grupo Bonde do Tigrão na faixa "Orgia" e faixas assinadas por vários autores, entre eles, Márcio (irmão da cantora), Marquinhos, Boletti, Gustavinho, DJ Batata, Bruno, Marcos e Wagner.
Ainda em 2004 a funkeira foi convidada a participar do "Festival Ladyfest", em Stuttgart, que queria uma artista feminina como representante da cultura brasileira. Além do festival, a cantora apresentou-se também em uma festa para convidados no Palácio da República, em Berlim e ainda fez shows em Berlim, Zurique e Amsterdã. A passagem, paga pelo Ministério da Cultura, gerou polêmica em vários jornais no Brasil, chegando o Jornal O Globo Online a criar a pergunta: "funk é cultura?", contando com mais de 500 respostas e opiniões diversas. Parte da sociedade criticou o neste empreendimento artístico do governo. Até a própria classe artística ficou dividida com relação ao fato. Neste mesmo ano de 2004 participou do "Tim Festival" como convidada de DJ Marlboro.
No ano de 2005 o documentário "Sou feia, mas tô na moda" estreou nas Ilhas Britânicas e ainda foi comprado pela rede de TV árabe Al Jazeera, culminando em contratos para show da MC no Golfo Pérsico. Naquela época ainda não era comum mulheres cantando funk e Tati foi uma das pioneiras do funk feminino, quebrando vários tabus cantando explicitamente sobre sexo, levando a cantora a se tornar um ícone feminista e da população LGBT, estando constantemente em programas de TV assumindo uma posição de defesa da causas.
Em 2006 Tati lançou o primeiro DVD Tati Quebra-Barraco ao Vivo, no qual foram incluídos seus principais sucessos, com o qual ganhou o DVD de Ouro do programa Domingo Legal por 25 mil cópias vendidas. Ainda em 2006 fez turnê por várias cidades da Argentina. Nesta época teve projeção internacional e nos dois anos seguintes esteve intensamente fazendo shows no exterior, principalmente na Alemanha, Suíça, Holanda e nos Estados Unidos, retornando ao Brasil em 2009.

### 2010—presente: Outros projetos e trabalhos recentes

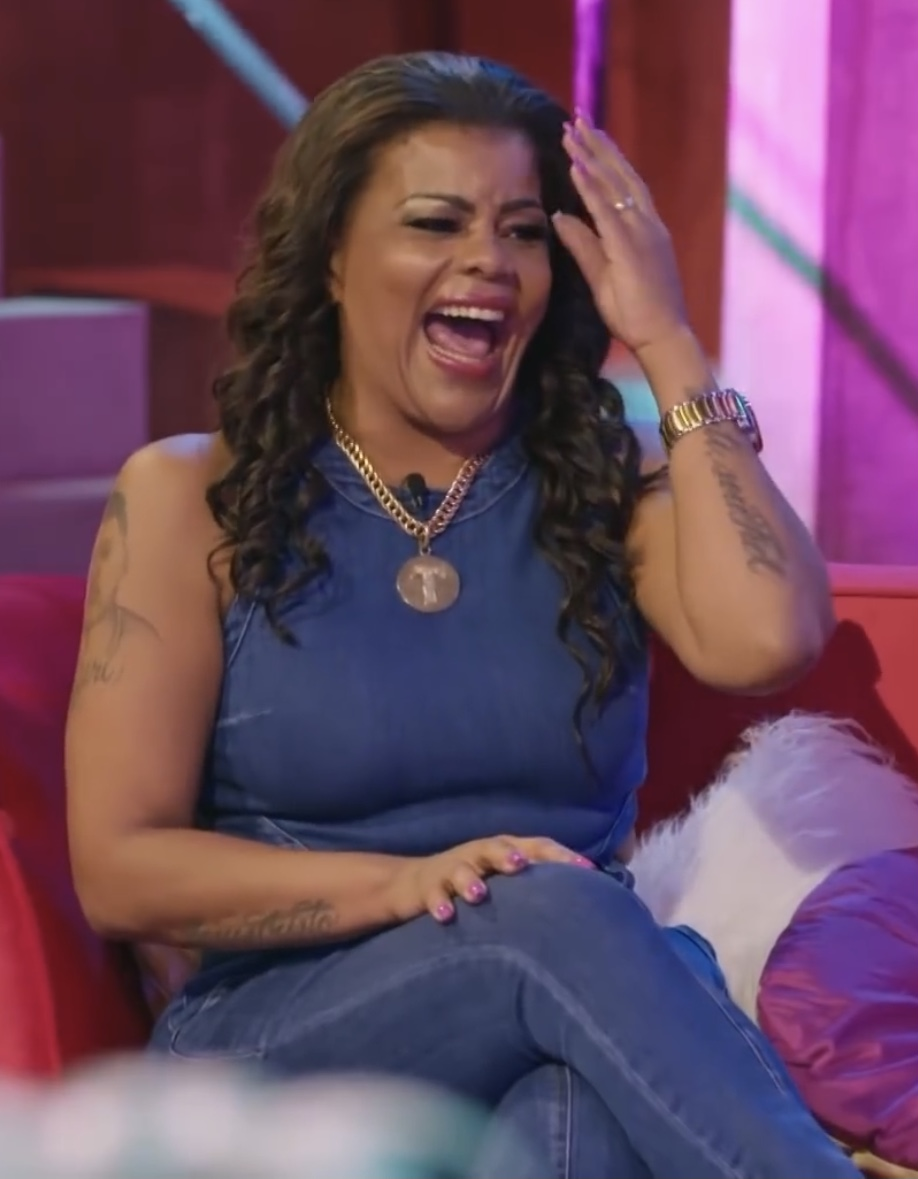
Quebra Barraco em 2021 no programa Jojo Nove e Meia.

Em junho de 2010, o PTC lançou a candidatura de Tati para o cargo de deputada federal. A cantora conseguiu apenas 1052 votos, ou seja 0,01% dos eleitores, não conseguindo se eleger. Após uma pausa, em 2014, lançou o primeiro videoclipe oficial de sua carreira, intitulado "Se liberta". Tem MC Carol como afilhada. Em entrevistas, afirma ter como inspiração musical a cantora mexicana Thalía. Em 25 de maio de 2015, Tati estreou como mentora no reality de funkeiras chamado Lucky Ladies, exibido pela Fox Life. Em 2019 fez sua estreia no Rock in Rio, se apresentando no palco favela ao lado de MC Carol e Heavy Baile. Após anos de especulação, no dia 09 de setembro de 2021, a cantora foi confirmada oficialmente na décima terceira temporada do reality show A Fazenda na RecordTV, sendo a sexta eliminada da competição em uma roça contra MC Gui e Rico Melquiades com 15,78% dos votos. Em 2024, uma parte da letra de sua canção "Abre As Pernas, Mete a Língua" foi usada no single "São Paulo", de The Weeknd com Anitta.

## Vida pessoal
Tatiana é mãe de três filhos, entre eles está a também funkeira MC Carol e possui dois netos. Em 1º de abril de 2009, Tati Quebra Barraco tornou-se avó pela primeira vez, com apenas 29 anos. Sua filha primogênita, aos 15 anos, deu à luz um menino, que recebeu o nome de Cauã. Tati já se envolveu em algumas polêmicas como quando acabou acusada de calúnia por policiais militares da Maré, ou quando foi presa portando maconha.
Em dezembro de 2016, perdeu seu filho Yuri, de 19 anos, após uma operação da polícia militar realizada na Cidade de Deus, Zona Oeste do Rio.
Tati já fez 26 cirurgias plásticas desde a retirada de costela à lipo escultura. Porém sempre deixou claro: “Faço pra me sentir bem, não ligo pras críticas, quem está comendo não está reclamando”. A cantora falou que não se arrepende e que faria mais, se os seus médicos liberassem. “Eu fiz 26 e não me arrependo. Faria mais 26 se eles me permitissem. Eu fui no lugar certo também, né. […] Fiz tudo o que você possa imaginar. Tirei costela, fiz peito quatro vezes, fiz várias coisas. Lipoescultura, lipo sem escultura, barriga, peito, a por** toda”.

## Filmografia

### Televisão
| Ano  | Título        | Cargo                    | Notas                         |
| ---- | ------------- | ------------------------ | ----------------------------- |
| 2015 | Lucky Ladies  | Apresentadora            |                               |
| 2017 | Os Suburbanos | Ivone                    | Episódio: "Queima as Gordura" |
| 2021 | A Fazenda     | Participante (15º lugar) | Temporada 13                  |
| 2022 | Travessia     | Délia                    | Episódio: "24 de outubro"     |

### Cinema
| Ano  | Título                  | Cargo     | Notas        |
| ---- | ----------------------- | --------- | ------------ |
| 2005 | Sou Feia Mas Tô na Moda | Ela mesma | Documentário |

## Discografia

### Álbuns de estúdio
| Álbum               | Detalhes                                                                                                |
| ------------------- | --- |
| Tati Quebra-Barraco | - Lançamento: 2001 - Formatos: CD - Gravadora: Pippo's Music                                            |
| Boladona            | - Lançamento: 17 de novembro de 2004 - Formatos: CD - Gravadora: Universal - Vendas: 140.000            |
| Se Liberta          | - Lançamento: 16 de dezembro de 2014 - Formatos: CD, download digital - Gravadora: FVA - Vendas: 10.000 |

### Álbuns de vídeo
| Álbum        | Detalhes                                                                               |
| ------------ | -------------------------------------------------------------------------------------- |
| Tati Ao Vivo | - Lançamento: 15 de março de 2006 - Formatos: DVD - Gravadora: Unimar - Vendas: 25.000 |

### Singles
Como artista principal
| Título                                                    | Ano  | Álbum                         |
| --------------------------------------------------------- | ---- | ----------------------------- |
| "Canguru Perneta"                                         | 2000 | Não adicionado à nenhum álbum |
| "Mega Mix Tati"                                           | 2000 | Não adicionado à nenhum álbum |
| "Soca Tcheca"                                             | 2000 | Tati Quebra-Barraco           |
| "Tchutchuco"                                              | 2001 | Tati Quebra-Barraco           |
| "Pidona"                                                  | 2001 | Tati Quebra-Barraco           |
| "Montagem Cartão Magnético"                               | 2001 | Tati Quebra-Barraco           |
| "Paga Spring Love II"                                     | 2002 | Não adicionado à nenhum álbum |
| "Cachorra Solta"                                          | 2002 | Não adicionado à nenhum álbum |
| "Deita na Cama"                                           | 2002 | Não adicionado à nenhum álbum |
| "Me Chama de Cachorra"                                    | 2003 | Não adicionado à nenhum álbum |
| "69 Frango Assado (Montagem Ardendo Assopra)"             | 2003 | Não adicionado à nenhum álbum |
| "Fama de Putona (Montagem Guerreira)"                     | 2003 | Não adicionado à nenhum álbum |
| "Kabo Kaki"                                               | 2003 | Não adicionado à nenhum álbum |
| "Se Marcar"                                               | 2004 | Não adicionado à nenhum álbum |
| "Dako é Bom"                                              | 2004 | Boladona                      |
| "Boladona"                                                | 2004 | Boladona                      |
| "Sou Feia, Mas Tô na Moda"                                | 2005 | Boladona                      |
| "Orgia" (part. Bonde do Tigrão)                           | 2005 | Boladona                      |
| "Satisfação"                                              | 2005 | Boladona                      |
| "Sequência do Entra e Sai"                                | 2006 | Não adicionado à nenhum álbum |
| "Bota na Boca, Bota na Cara"                              | 2006 | Não adicionado à nenhum álbum |
| "Sucessar"                                                | 2009 | Não adicionado à nenhum álbum |
| "Me Aguenta"                                              | 2012 | Não adicionado à nenhum álbum |
| "Se Liberta"                                              | 2014 | Se Liberta                    |
| "Tu Quer Ser Eu"                                          | 2015 | Se Liberta                    |
| "To Pegando Pai, To Pegando Filho"                        | 2015 | Se Liberta                    |
| "Chama sem Fim" (part. Mr. Catra)                         | 2016 | Se Liberta                    |
| "É Por Isso Que Sofre" (part. Bárbara Labres & DJ Batata) | 2021 | Não adicionado à nenhum álbum |
| "Faz Direito" (com Valesca Popozuda e WC no Beat)         | 2022 | Não adicionado à nenhum álbum |
| "Dona da Putaria" (com MC Katia)                          | 2022 | Não adicionado à nenhum álbum |
| "Parabéns Piranha (Tu Agora Tá Formada)"(part. DJ Batata) | 2023 | Não adicionado à nenhum álbum |
| "Águas de Tati" (part. DJ Batata                          | 2023 |                               |

Como artista convidada
| Título | Ano  | Álbum                         |
| --- | ---- | ----------------------------- |
| "Berro" (Heavy Baile part. Tati Quebra Barraco e Lia Clark)                                                  | 2017 | Não adicionado à nenhum álbum |
| "Rap Glamurosa (Remix)" (DJ Marlboro part. Tati Quebra Barraco e Tati Zaqui)                                 | 2019 | Não adicionado à nenhum álbum |
| "Cala a Boca e Me Fode" (Iasmin Turbininha part. Tati Quebra Barraco)                                        | 2019 | Não adicionado à nenhum álbum |
| "Mamãe da Putaria" (Heavy Baile part. Tati Quebra Barraco e MC Carol)                                        | 2019 | Não adicionado à nenhum álbum |
| "Desce o Tom" (Black Sabará part. Tati Quebra Barraco)                                                       | 2021 | Não adicionado à nenhum álbum |
| "Dançar" (Meu Funeral part. Tati Quebra Barraco)                                                             | 2021 | Não adicionado à nenhum álbum |
| "Bem Acompanhada" (Hotelo part. Tati Quebra Barraco)                                                         | 2022 | Não adicionado à nenhum álbum |
| "Dança da Motinha (Remake)" (99Moto part. Tati Quebra Barraco, Valesca Popozuda, MC Tchelinho e Heavy Baile) | 2023 | Não adicionado à nenhum álbum |
| "PENTADA++" (Lia Clark part. Tati Quebra Barraco e Valesca Popozuda)                                         | 2023 | Lia Clark - The Album         |